# 长白虎耳草
长白虎耳草（学名：Saxifraga laciniata），为虎耳草科虎耳草属下的一个植物种。其种加词“laciniata”来源于拉丁文“lacinia”，意为“棱角”。